# Grayia (Amaranthaceae)
Grayia là chi thực vật có hoa trong họ Amaranthaceae.

## Các loài
Cho đến năm 2010, chi này được coi là một loài. Sau khi nghiên cứu phát sinh loài, Zacharias & Baldwin (2010) đã đưa vào đây chi Zuckia. Hiện chi Grayia bao gồm 4 loài:
- Grayia arizonica (Standl.) E.H.Zacharias,[1] (Syn. Zuckia arizonica Standl., Zuckia brandegeei var. arizonica (Standl.) S. L. Welsh) - Arizona siltbush: in Arizona and Utah
- Grayia brandegeei A. Gray[1] (Syn. Zuckia brandegeei (A. Gray) S. L. Welsh & Stutz) - Brandegee's siltbush: in Colorado, Arizona, Utah
- Grayia plummeri (Stutz & S.C.Sand.) E.H.Zacharias,[1] (Syn. Grayia brandegeei var. plummeri Stutz & S. C. Sand., Zuckia brandegeei var. plummeri (Stutz & S. C. Sand.) Dorn) - Plummer's siltbush: in Colorado, Wyoming, New Mexico and Utah
- Grayia spinosa (Hook.) Moq.,[1] spiny hopsage: in Colorado, Idaho, Montana, Oregon, Washington, Wyoming, Arizona, California, Nevada and Utah.

## Hình ảnh

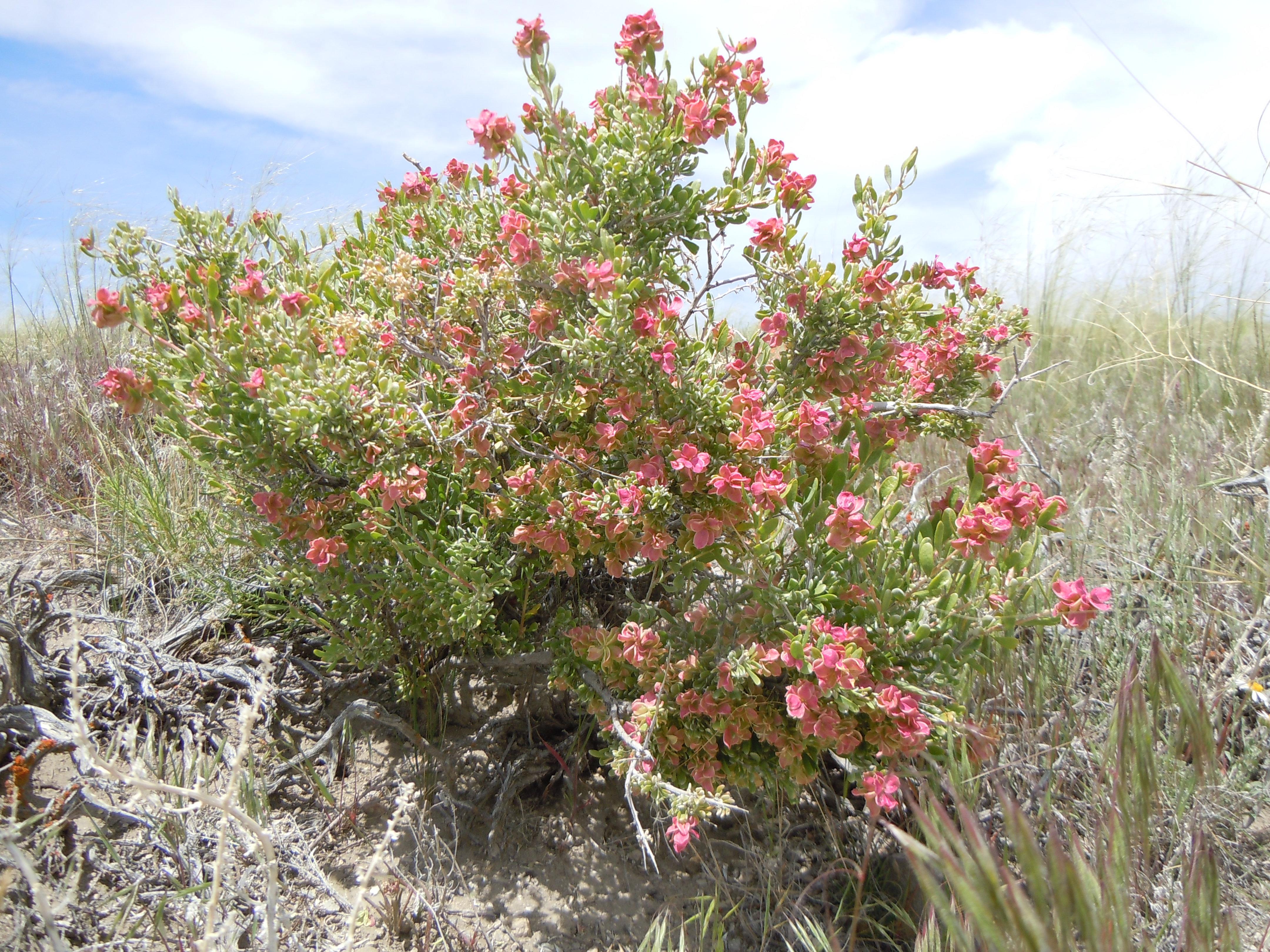
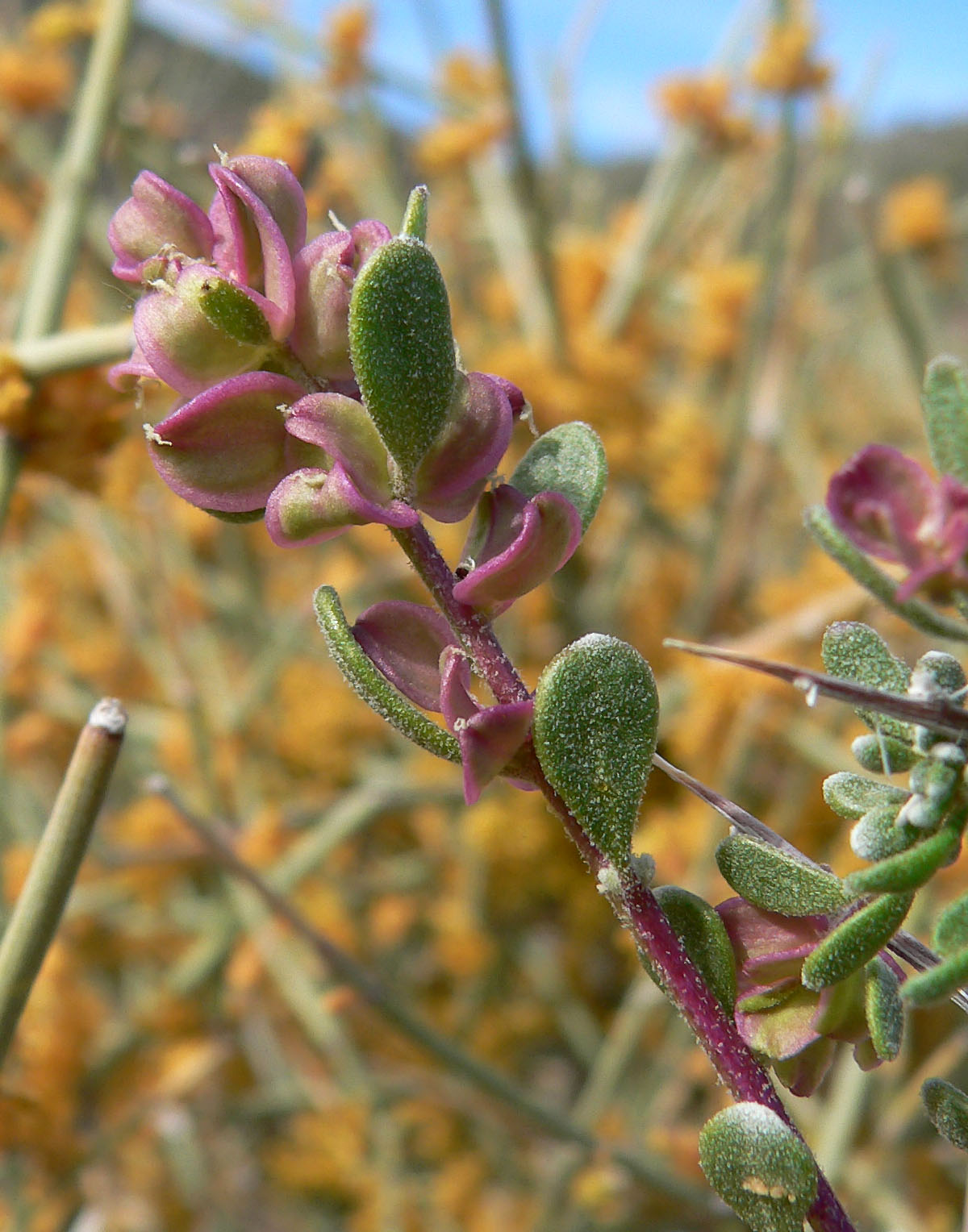